# Розе Ауслендер
Розе Ауслендер (на немски: Rose Ausländer), с имена Розали Беатрис Шерцер (Rosalie Beatrice Scherzer), е германска поетеса, родена в Чернивци, Буковина (днес в Украйна) в семейство на юрист.

## Биография
Розе Ауслендер израства в светска и либерална среда, в която обаче са съхранени основните правила на еврейската традиция. Розе следва литературознание и философия в Черновицкия университет, а през 1921 г. заедно с младежкия си приятел Игнац Ауслендер се преселва в САЩ, където се оженват. Там публикува първите си стихове и работи като редакторка, секретарка и банкова служителка.
През 1926 г. поетесата получава американско гражданство, но скоро го загубва, понеже се завръща в родния си град, за да се грижи за болната си майка и изкарва прехраната си като журналистка, преводачка и преподавател по английски.

## Творчество
В Чернивци излиза първата стихосбирка на Розе Ауслендер „Небесната дъга“ (1939). През Втората световна война градът е окупиран и поетесата прекарва две години в гетото и още година се укрива, за да избегне депортирането в концлагер. В гетото на Чернивци се запознава с поета Паул Целан, под чието влияние модернизира своя литературен стил и се освобождава от експресионистичния си звукопис.
През 1946 г. Розе Ауслендер заминава за Ню Йорк, където отново придобива американско гражданство и сътворява стихове на английски. Едва по-късно, през 1956 г., започва отново да пише на немски, преодоляла мъчително езиковата травма от преследванията.
Първата следвоенна книга на поетесата „Сляпо лято“ (1965) излиза във Виена и е посрещната възторжено от читателите и критиката. На следващата година тя се преселва във ФРГ, пътува много, преди всичко в Италия, където открива своя нова „духовна родина“.
Последните 2 десетилетия от живота си Розе Ауслендер прекарва в пансион за възрастни хора на еврейската общност в Дюселдорф, тежко болна от артрит и принудена да диктува стиховете си, понеже не може сама да пише.
Публикува общо над двадесет стихосбирки, сред които емблематичната „Майчина земя“  (1978) и претърпялата много издания „Броя звездите на своите думи“ (1983).
От 1978 г. поетесата е член на Немската академия за език и литература в Дармщат.

## Награди и отличия
- 1966: Silberner Heinetaler des Verlages Hoffmann und Campe
- 1967: „Награда Дросте“ на град Меерсбург
- 1977: „Награда Ида Демел“
- 1977: „Награда Андреас Грифиус“
- 1978: Ehrengabe des Kulturkreises der Deutschen Wirtschaft im BDI
- 1980: „Медал Розвита“ на град Бад Гандерсхайм der Stadt Bad Gandersheim
- 1984: Голяма литературна награда на Баварската академия за изящни изкуства
- 1984: Голям Федерален орден за заслуги
- 1986: „Евангелистка награда за книга“